# Bento de Moura Portugal
Bento de Moura Portugal FRS, Moimenta da Serra, Gouveia (21 de Março de 1702) - Lisboa (27 de Janeiro de 1766), foi um advogado, cientista, inventor e professor da Universidade de Coimbra. Era um aristocrata português, Fidalgo, Cavaleiro da Ordem de Cristo e Membro da Royal Society reconhecido pela melhoria da máquina a vapor de Thomas Savery. Também referido como Bento de Moura, foi um físico defensor da ciência newtoniana e várias vezes apelidado do "Newton português"

## Biografia
Bento de Moura Portugal, FRS nasce em Moimenta da Serra (Gouveia, Portugal) e em 1741 é eleito Membro da Royal Society de Londres por contribuições científicas, nomeadamente na melhoria da "máquina de fogo" de Savery.
Nasce a 21 de Março de 1702 em Moimenta da Serra. A casa onde viveu ainda existe e ao fundo da rua, já no largo da igreja encontramos o seu busto. Tem uma educação esmerada e ministrada por padres, possivelmente jesuítas visto que ao longo da vida demonstra sempre afinidade aos mesmos, defendendo a Companhia até à sua morte. Certamente não estuda no Colégio da Companhia de Jesus de Gouveia, pois este só abre portas depois de 1739 altura em que Bento de Moura Portugal já viaja pela Europa. Ele é neto de D. Pedro Castanheira de Moura da Casa de Sinde e filho natural de D. Manuel de Moura Coutinho. Já os irmãos de Bento crescem em São Gião, numa das mais belas e imponentes casas da região ladeada pela Capela da Senhora da Criação.
Entra na Universidade de Coimbra em 1721 de onde sai formado em Leis já no ano de 1731. Vai à Hungria ainda antes de terminar os estudos, e embora seja advogado, o seu verdadeiro interesse é desde sempre a matemática e a física, é um homem de ciência.
Na Europa dissemina-se a Ciência Newtoniana e Bento de Moura Portugal é dos primeiros entusiastas de Newton fora do Reino Unido. Viaja pela Europa onde desenvolve projetos relacionados com pneumática e o estudo dos gases, que contribuem para a melhoria da máquina a vapor e que lhe vale o convite para Fellow of the Royal Society de Londres em 1741. Foi um físico conceituado na Europa da sua época com contribuição no estudo das marés, da mecânica (hidráulica e pneumática) e também para a cartografia.
Em Lisboa de 1742,  sobre o olhar atento da Família Real Portuguesa e de alguns membros da corte o Dr. Bento Moura Portugal mostra uma “Máquina do Fogo”, a sua versão melhorada da máquina a vapor de Thomas Savery. Foi no regresso de uma viagem, alegadamente ao Brasil, que teve o incidente com a Inquisição. Vai a julgamento por "proposições heréticas e escandalosas" e pela montagem das tais "máquinas de incêndio". O processo dura três anos e só se livra de uma mão pesada mediante retratamento público escrito a 5 de Fevereiro de 1748.

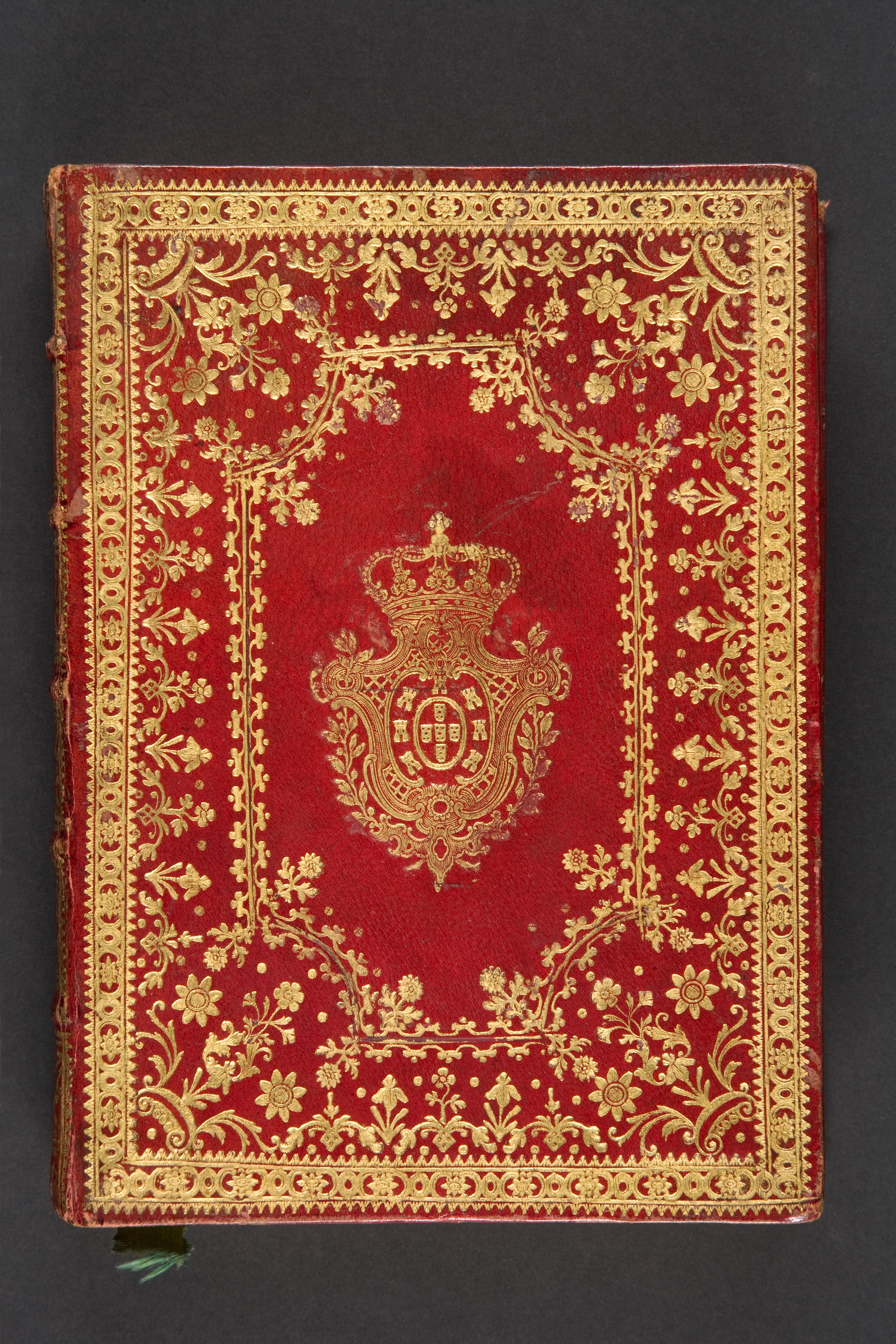
Dialogo sobre hua nova obra no Rio Tejo por Bento de Moura Portugal, FRS

Fontes da época dão-no como protegido do rei D. João V, este já lhe havia atribuído carruagem para Bento de Moura se deslocar no Reino, em 1744 concede-lhe uma tença de 12$000 reis e agracia-o com o hábito de Cavaleiro da Ordem de Cristo  em 1750 faz dele Fidalgo Cavaleiro. Isto aleado ao facto de ser neto de D. Pedro Castanheda de Moura, familiar do Santo Ofício e ter boas relações com alguns membros da igreja, pode ter-lhe valido uma pena mais branda no seu primeiro julgamento. Volta a ser enviado em viagem por D. João V, durante os períodos em que não está no país os processos judiciais onde é advogado são suspensos e só são retomados no seu regresso.
É enviado com bolsa de estudos a diversos países europeus, nomeadamente à Hungria, por cá Moura Portugal contribuiu para várias melhorias no Reino, com grande parte da obra voltada para a hidráulica. Exemplos incluem a construção de diques no Rio Tejo, como o de Vila Velha de Rodão e mais a norte, no Mondego. Projetos que pretendem evitar as inundações prejudiciais para os terrenos agrícolas circundantes. Além disso, Bento projeta uma roda hidráulica para drenar terras alagadas no Paúl de Fôja, em Coimbra e desenvolve sistemas de drenagem de pântanos em Vila Nova de Magos, Juncal e Tresoito no Ribatejo. Bento de Moura Portugal desempenha ainda o cargo de Superintendente e Conservador das Fábricas Reais da  "Real Fundiçam da Artelharia da Comarca de Thomar” comumente conhecidas como as "ferrarias", localizadas em Figueiró dos Vinhos, onde eram produzidas as armas e as alfaias do Império.
Em 1760, no retorno da sua última viagem e já no reinado de D. José I, Bento de Moura Portugal é preso por ordem do Secretário de Estado dos Negócios Interiores do Reino Sebastião José de Carvalho e Melo, ainda Conde de Oeiras. É acusado de traição por defender publicamente a inocência da Companhia de Jesus e dos Távora. É ainda acusado de propor emendas à legislação que segundo o ministro prejudicavam a fazenda real. De nada lhe vale a influência junto dos Infantes de Portugal nem o apoio dos Meninos de Palhavã.
Bento de Moura Portugal FRS é encarcerado na prisão Forte de São João da Junqueira em Julho de 1960 enlouquecendo gradualmente e onde tem como companheiro de cela "O Marquesinho" . Morre a 27 de Janeiro de 1766 na Prisão Forte da Junqueira, em Lisboa, de onde nos escreve Inventos e vários planos de melhoramento para este Reino, manuscritos salvos com o contributo do Conde de S. Lourenço e editados em 1821 por Antônio Ribeiro Saraiva.

### A Formação de um Estrangeirado (1702-1741)
A identidade intelectual e social de Bento de Moura Portugal, demonstra como a sua origem e a sua educação, patrocinada pelo Estado, cria uma figura que é simultaneamente portuguesa e parte integrante de uma comunidade científica europeia mais vasta.

#### Origens e Educação numa Era de Transição
Bento de Moura Portugal nasce a 21 de março de 1702, em Moimenta da Serra, Gouveia. É um aristocrata, descendente dos Moura de Castelo Rodrigo. Esta e as suas outras linhagem nobres, fruto da endogamia aristocrática, são fundamentais para garantir e seu acesso à corte e ao mecenato real, culminando na sua nomeação como Cavaleiro da Ordem de Cristo, a 12 de agosto de 1744, e Cavaleiro da Casa Real, a 24 de março de 1750.
A sua educação formal, contudo, segue o caminho tradicional da elite à época. Matricula-se na Universidade de Coimbra a 1 de outubro de 1720 e forma-se em Direito a 11 de maio de 1731. A duração invulgarmente longa do curso, quase onze anos, sugere interrupções, possivelmente devido a viagens precoces à Hungria, mesmo antes de concluir os estudos. Esta formação jurídica contrastava fortemente com a sua verdadeira paixão, que desde sempre foram a matemática e a física.

#### AGrande Viagemde um Cientista
O talento técnico de Bento de Moura não passou despercebido e em 1736, o rei D. João V, reconhece as suas "invulgares competências técnicas em assuntos mecânicos", enviou-o numa Grand Tour pela Europa, financiada pelo Estado através de uma tença. Esta não é uma Grand Tour aristocrática de lazer, mas uma missão estratégica, parte de uma política régia deliberada para importar conhecimento e tecnologia modernos para o Reino. A sua jornada de quatro anos é um período de intensa aprendizagem e de estabelecimento de contatos.
A sua itinerância europeia foi vasta e produtiva:
Inglaterra: Passa quinze meses em Londres, onde mergulha na filosofia newtoniana e se torna um dos seus primeiros e mais fervorosos proponentes fora do Reino Unido. As suas atividades são ativamente apoiadas pelos diplomatas portugueses, evidenciando o caráter oficial da sua missão. É aqui que a sua reputação lhe vale a alcunha de "Newton português".
Hungria: Realiza ensaios com um invento náutico que consiste na aplicação de remos a navios de grande porte.
Alemanha e Áustria: Viaja por estas regiões, observando obras públicas e projetos de mecânica, alargando o seu repertório de conhecimentos práticos.
A sua crescente reputação internacional contribui decisivamente para que a 5 de fevereiro de 1741, seja eleito Fellow (Membro) da Royal Society de Londres. O seu certificado de eleição, assinado por figuras notáveis como o médico Jacob de Castro Sarmento e o físico John Theophilus Desaguliers, elogia a sua perícia em "Filosofia natural e um Génio Extraordinário para a mecânica". Esta eleição não é apenas uma honra pessoal; representava a sua entrada formal na elite aristocrática da comunidade científica internacional e a validação do investimento que a Coroa portuguesa fizera nele. É agora, na plenitude do termo, um verdadeiro estrangeirado: um homem que pertence a Portugal, mas cuja mente habita o mundo mais vasto da ciência europeia do Iluminismo.

### O Ápice de uma Carreira: Invenções e Mecenato Real (1741-1748)
Este período representa o auge da carreira de Bento de Moura Portugal, uma fase em que o seu génio inventivo floresce sob a proteção e o incentivo da Coroa. As suas criações não são meros exercícios académicos, mas soluções pragmáticas para os desafios técnicos do Reino, desde a automação de máquinas à engenharia de transportes e de recursos hídricos.

#### "Máquina de Fogo" Autossuficiente: Automatizando a Alvorada Industrial
A máquina a vapor de Thomas Savery, patenteada em 1698 e conhecida como "Amiga do Mineiro", é um marco na história da tecnologia. Usa a pressão do vapor e o vácuo criado pela sua condensação para elevar água, mas tem falhas críticas: é ineficiente, perigosa devido ao risco de explosão da caldeira e, crucialmente, exige a operação manual constante das suas torneiras para alternar os ciclos de vapor e de injeção de água fria. Era uma máquina que funciona, mas não de forma autónoma.
A solução de Bento de Moura Portugal é um salto conceptual em direção à automação. O seu objetivo é tornar a máquina "capaz de funcionar por si mesma". O mecanismo engenhoso que concebe, e que mais tarde é descrito pelo eminente engenheiro britânico John Smeaton, consiste numa "bola de cobre flutuante dentro do recetor". Este flutuador, ao subir e descer com o nível da água no interior do cilindro, aciona mecanicamente as válvulas que controlam a admissão de vapor e a injeção de água fria. Este sistema elimina a necessidade de um operador humano, tornando o processo não só mais eficiente, mas também mais seguro e contínuo.
Em fevereiro de 1742, numa praia em Belém, Bento de Moura realiza uma demonstração espetacular de duas destas máquinas perante a família real portuguesa. A Gazeta de Lisboa da época noticia o evento, descrevendo o funcionamento das máquinas que utilizam "o peso do ar e a força do vapor", uma clara alusão aos princípios atmosféricos da termodinâmica que estão na base do seu funcionamento. Este evento é uma peça de teatro científico, concebida para exibir o seu talento e a sua utilidade ao seu patrono real. O reconhecimento definitivo do seu feito vem da comunidade científica internacional. Cerca de dez anos mais tarde, em 1751-52, a sua invenção é formalmente documentada e divulgada nas Philosophical Transactions da Royal Society. O artigo, intitulado "An engine for raising water by fire; being on improvement of Savery's construction, to render it capable of working itself, invented by Mr. De Moura of Portugal, F. R. S.", é apresentado por John Smeaton. O endosso de Smeaton, um dos pioneiros da engenharia civil e da própria locomotiva, confere às invenções de Moura Portugal uma credibilidade e uma importância que ecoam na história da tecnologia.

#### Engenharia para o Reino: De Carruagens Reais a Vias Fluviais
O génio de Bento de Moura não se limita às máquinas a vapor. A sua mente está constantemente a conceber soluções para os problemas práticos do reino, abrangendo desde os transportes até à gestão de recursos naturais.
É-lhe creditado o desenvolvimento de um sistema de suspensão para veículos que pode ser considerado um precursor dos amortecedores modernos. Exemplares deste sistema podem ser observados em coches históricos no Museu Nacional dos Coches, incluindo a própria carruagem de D. João V. O design consistia numa complexa combinação de fortes correias de couro dispostas obliquamente, uma barra de madeira longitudinal sobre a qual a caixa do coche assentava, e "molas elásticas" de aço ou metal instaladas entre a carroçaria e os eixos. Este arranjo permite que a carroçaria se mova verticalmente, absorvendo os solavancos e as vibrações das estradas irregulares do século XVIII e proporcionando um nível de conforto sem precedentes para os passageiros.
Uma invenção ainda mais ousada é mencionada num artigo de 1842 da revista O Panorama. O texto cita o próprio Bento de Moura Portugal a descrever "o carro que inventei, o qual por força do vento o procura direitamente em rumo contrario". Esta descrição enigmática sugere um veículo terrestre movido a vento, capaz de navegar contra a direção do mesmo, um conceito tecnologicamente muito avançado para a época. A mesma fonte relata que esta invenção é testemunhada por nobres de alta patente, como os Marqueses de Marialva e de Abrantes, e os senhores da Casa de Lafões. Embora a única referência encontrada seja num artigo presente em "O Panorama" de 1842, aponta para a ambição e a originalidade do seu pensamento.
Uma parte significativa do seu trabalho é dedicada à engenharia hidráulica, com um foco claro em obras públicas de grande escala. Projeta diques para controlar as cheias dos rios Tejo, na zona de Vila Velha de Ródão, e Mondego, protegendo assim terrenos agrícolas vitais. Desenvolve também uma roda hidráulica especificamente para drenar as terras alagadas do Paúl de Fôja, em Coimbra, e concebe sistemas de drenagem para pântanos no Ribatejo, em locais como Vila Nova de Magos, Juncal e Tresoito.
A sua importância estratégica para o reino é ainda sublinhada pelo cargo oficial que deteve: "Superintendente e Conservador das Fábricas Reais da fundição da Artelharia da Comarca de Thomar". Esta posição coloca-o no comando da produção de armamento e ferramentas para o Império, uma função de enorme responsabilidade e confiança por parte da Coroa.

### A Queda: Heresia, Política e Prisão (1745-1766)
Aqui detalha-se duas fases distintas da perseguição a Bento de Moura Portugal, analisando a transição de um escrutínio religioso para uma aniquilação política. Identifica os principais atores e as motivações que ditaram a sua ruína, num processo que espelha as transformações de poder no Portugal de meados do século XVIII.

#### A Primeira Prova: Um Cientista Perante a Inquisição (1745-1748)
Em 1745, Bento de Moura é denunciado à Inquisição, dando início a um processo que dura três anos. As acusações são de natureza puramente ideológica: "proposições heréticas e escandalosas". As suas palavras, consideradas "malsoantes", refletem o choque entre o seu racionalismo científico e a ortodoxia católica da época. Entre as proposições denunciadas estão:
- O questionamento cético de milagres e relíquias, como a incorruptibilidade do corpo de Santa Catarina de Bolonha e da língua de Santo António de Pádua. Tendo-as visto nas suas viagens, descreve-as em termos puramente físicos e não devocionais, afirmando que o corpo da santa parecia um "esqueleto de qualquer mirrado" e que a língua do santo, parecendo "pão preto, causava horror".
- É também acusado de ser "pouco firme na fee catholica", de negar a existência de demónios e de defender a ideia de salvação universal, afirmando que "todos se haviam de salvar".

O processo (n.º 6193)  revela um conflito cultural profundo. O promotor do Santo Ofício chega a ligá-lo ao círculo de Alexandre de Gusmão, visto como uma fonte de ideias perigosas que perturba o reino. Contudo, Bento de Moura sobrevive a esta primeira prova graças à "alta protecção de D. João V". O seu valor como cientista e engenheiro para a Coroa supera a ameaça que o seu ceticismo representa para a Igreja. É forçado a uma retratação, na qual, astuciosamente, atribui as suas palavras à "liberdade com que nos do Norte se fala em matérias de religião" , mas evita a prisão. Este episódio demonstra que, sob D. João V, o mecenato real é  um escudo eficaz contra o poder da Inquisição.

#### Um Inimigo do Estado: Pombal, os Távora e os Jesuítas (1760-1766)
A morte de D. João V em 1750 e a ascensão de D. José I ao trono alteraram radicalmente o equilíbrio de poder em Portugal. A autoridade consolida-se nas mãos do seu ministro, Sebastião José de Carvalho e Melo e o clima político tornou-se impiedoso. O escudo que protege Bento de Moura Portugal estilhaça-se.
Em julho de 1760, foi preso por ordem direta do Secretário de Estado dos Negócios Interiores do Reino e 1º Conde de Oeiras. As acusações, desta vez, não eram religiosas, mas políticas e capitais:
- Traição: Por defender publicamente a inocência da família Távora e da Companhia de Jesus. Ambos os grupos tinham sido brutalmente esmagados pele ditador após a suposta tentativa de regicídio de 1758, e qualquer defesa dos mesmos era considerada um ato de lesa-majestade.
- Prejuízo à Fazenda Real: Por propor emendas à legislação que, segundo o ministro, eram prejudiciais para as finanças do Estado.

Desta vez, a sua influência junto dos Infantes e o apoio dos Meninos de Palhavã (bastardos de D. João V) foram inúteis contra o poder absoluto do 1º Conde de Oeiras, e que após 9 anos culmina na sua elevação a Marquês de Pombal. Os parentescos e relações familiares de Moura Portugal com a antiga aristocracia, tais como, os Marqueses de Távora e o de Marialva , que até então são um trunfo, tornam-se um fardo perigoso no rescaldo do Processo dos Távora e da "caça às bruxas" que assola a antiga nobreza aristocrática durante o regime pombalino. O cientista que a Inquisição não consegue silenciar está agora nas mãos de um poder estatal que não tolera qualquer forma de dissidência.

#### A Prisão da Junqueira: Escritos do Abismo
Bento de Moura Portugal foi encarcerado no Forte de São João da Junqueira em julho de 1760, onde permaneceria até à sua morte. As condições da sua prisão eram desumanas e o seu declínio foi rápido e trágico. Um testemunho ocular de valor inestimável sobre os seus últimos anos foi deixado pelo seu companheiro de cela, D. João de Almeida Portugal, 2.º Marquês de Alorna.
Nos seus escritos do cárcere, D. João relata que Bento de Moura Portugal sofria de "ataques de cabeça" e que foi "enlouquecendo gradualmente". A sua morte, a 27 de janeiro de 1766, foi precipitada por um tratamento médico bárbaro. Segundo D. João, um cirurgião realizou-lhe seis "sangrias de cavalo" no início de um inverno rigoroso, um procedimento do qual o seu corpo debilitado, já com 63 anos, não conseguiu recuperar. Este relato detalhado de um nobre prisioneiro é a fonte mais credível para estabelecer o ano da sua morte como 1766, corrigindo a data de 1776 que aparece em algumas fontes secundárias.
Foi nestas condições dramáticas que produziu a sua última obra, os 28 cadernos que compõem os Inventos e vários planos de melhoramento para este Reino. Sem acesso a materiais de escrita, usou papel pardo, um pauzinho ou um osso de galinha como caneta, e fuligem da candeia para fazer tinta. Estes manuscritos, resgatados postumamente graças à intervenção do Conde de São Lourenço, representam o seu último e desesperado ato de lealdade intelectual ao mesmo reino que o aprisionara.

### A Supressão e a Redescoberta de uma Memória (1766-Presente)
O processo de recuperação do legado de Bento de Moura Portugal tem sido longo e arduo, desde as primeiras tentativas de reabilitação pelos seus contemporâneos até ao seu estatuto atual na historiografia portuguesa e internacional. A história da sua memória é, em si mesma, um reflexo das mudanças políticas e culturais de Portugal ao longo de mais de dois séculos.

#### A Voz Póstuma: Um Legado Adiado
Após a sua morte em 1766, seguiu-se um período de silêncio imposto pelo poder pombalino. A primeira voz a erguer-se em sua defesa foi a do seu confrade, Teodoro de Almeida. Na sua obra Cartas físico-mathemáticas (1799), Almeida elogiou abertamente a teoria das marés de Bento de Moura, num ato claro de reabilitação intelectual que, publicado após a queda de Pombal, funcionava também como uma crítica velada ao despotismo do antigo regime. O evento mais significativo na recuperação da sua memória foi, no entanto, a publicação dos seus manuscritos da prisão em 1821. Editada por António Ribeiro Saraiva e impressa pela Imprensa da Universidade de Coimbra, a obra Inventos e vários planos de melhoramento para este Reino trouxe finalmente a lume o seu testamento intelectual.
O impacto desta publicação foi mais simbólico do que prático. Lançada 55 anos após a sua morte, numa era já marcada por novos avanços tecnológicos, muitos dos seus planos e projetos estavam tecnicamente obsoletos. O seu valor não residia na sua aplicabilidade imediata, mas no seu poder como ato de justiça histórica. A publicação, ocorrida em pleno período liberal, serviu para consagrar a sua imagem como um mártir da ciência e da liberdade, vitimado pela tirania. O livro em si revela a extraordinária resiliência e a amplitude do seu intelecto, que, mesmo nas piores condições, continuou a trabalhar em prol do reino, projetando soluções para áreas tão diversas como a engenharia hidráulica e a arquitetura naval.

## Legado Científico e Inventos

### Máquina a Vapor
A 6 de Fevereiro de 1742 a Gazeta de Lisboa noticia que a rainha D. Maria Ana e os filhos se deslocam a Belém para observar uma inovação cientifica: duas máquinas construídas pelo Dr. Bento de Moura Portugal FRS “as quais por meio do peso do ar e da força do vapor levantavam água, dando o frio ocasião a que o peso do ar pudesse tornar a reduzir em água os vapores em que o calor se tinha transformado”, desconhecendo a imprensa da época o termo máquina a vapor. Podemos ainda ler que D. João V já tinha estado em Belém a apreciar as máquinas cuja origem se devia ao “Marquês de Worcester, e invento da sua prática ao Capitão Savery, ambos da nação inglesa”. No entanto, o texto quase escondia um detalhe crucial: o mecanismo inventado por Thomas Savery no final do século anterior tinha sido aprimorado por Bento de Moura Portugal, permitindo uma operação mais eficiente e dispensando a necessidade de trabalho manual.
Cerca de dez anos mais tarde, o aperfeiçoamento introduzido por Portugal foi reconhecido internacionalmente quando figurou nas "Philosophical Transactions," o compêndio de inventos reconhecidos pela Royal Society de Londres. Bento de Moura Portugal havia sido nomeado membro da Royal Society em 1741, e sua contribuição para o aprimoramento da máquina a vapor foi notável. A publicação desse invento pela Royal Society descrevia o aperfeiçoamento que permitia que a máquina operasse de forma autónoma, representando um avanço significativo que, mais tarde, foi elogiado pelo engenheiro inglês John Smeaton, um dos pioneiros na área da locomotiva.
De referir que a primeira máquina a vapor com fins industriais só chega a Portugal em 1821. Passam mais de 80 anos da morte do Fellow Bento de Moura Portugal até que a máquina a vapor seja aplicada industrialmente por cá, diferente do que aconteceu na maioria dos países europeus.

### Projeto de VeículoAutopropelido (Precursor do Automóvel)
Para além da sua comprovada melhoria da máquina a vapor estacionária, uma das contribuição mais visionária de Bento de Moura Portugal foi o projeto de uma viatura que se movia autonomamente, sem recurso a tração animal. Este projeto, concebido antes de 1755, pretendia adaptar a sua máquina de fogo a um coche ou carruagem, tornando-o efetivamente um dos primeiros precursores conceptuais do automóvel.
A sua intenção está documentada nos seus próprios escritos, compilados postumamente na obra Inventos e Vários Planos de Melhoramento para este Reino. Neste trabalho, Bento de Moura Portugal detalha os princípios mecânicos para aplicar a força do vapor à locomoção terrestre, décadas antes de outras tentativas europeias mais conhecidas, como a de Nicolas-Joseph Cugnot (1769).
Embora o seu génio e o reconhecimento internacional pela Royal Society de Londres deem credibilidade à viabilidade técnica do projeto, a convulsão política em Portugal, a sua perseguição pelo regime pombalino e a sua morte na prisão levaram à perda ou supressão de grande parte da sua documentação. Como tal, até à data, não foi encontrada nenhuma prova primária irrefutável (como diários de testemunhas ou registos de despesas) que confirme a construção de um protótipo funcional em escala real e a sua demonstração pública ou privada.
Apesar da ausência desta prova final, o consenso académico moderno reconhece Bento de Moura Portugal não apenas como um pioneiro da tecnologia do vapor em Portugal, mas como uma mente visionária a nível europeu, cujo projeto de veículo automóvel o coloca entre os verdadeiros precursores da era da locomoção mecânica.

### Carro de Vento
Uma das suas invenções mais enigmáticas e avançadas. Descrito na revista O Panorama como um veículo terrestre que "por força do vento o procura direitamente em rumo contrario", sugerindo a capacidade de navegar contra o vento. A mesma fonte relata que a invenção foi testemunhada por nobres de alta patente, como os Marqueses de Marialva e de Abrantes.

### Amortecedor
Bento de Moura Portugal FRS desenvolveu também o que é considerado o percursor dos sistemas de amortecedores aplicado em veículos e que pode ser visto no Museu Nacional dos Coches, tanto no coche de D. João V como noutros construídos posteriormente.

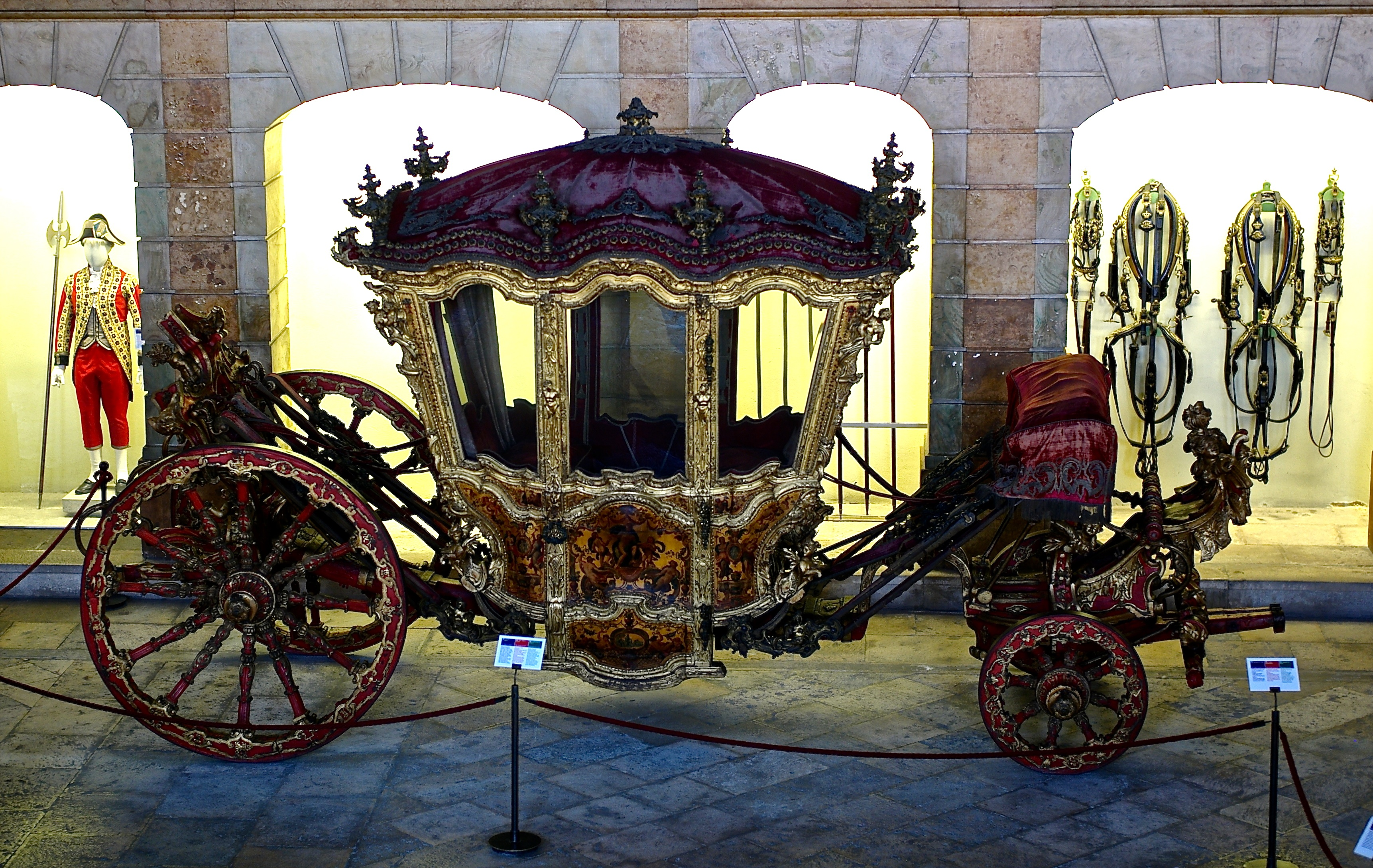
Coche D. João V com o sistema criado pelo Engenheiro Bento de Moura Portugal, FRS

O sistema consiste num Coche de caixa bombée, montado sobre quatro rodas, assente num varal longitudinal e suspenso em fortes correias de couro dispostas obliquamente entre os ângulos inferiores e os montantes. A caixa é fechada por duas portinholas articuladas (a da direita com uma fenda profunda) e por oito vidraças, as duas maiores nos alçados principais. O sistema de suspensão é constituído por quatro molas laminadas, localizadas junto aos ângulos inferiores da caixa, e por forte correntes de coro e "molas elásticas".
O complexo sistema de tiras de couro e "molas elásticas" tinha o objetivo de reduzir o impacto das irregularidades da estrada, evitando que a caixa de bombée caísse sobre o eixo. O dispositivos de suspensão com uma série de molas de aço ou metal que eram instaladas entre a carroceria do veículo e as rodas, com a ajuda das tiras de couro, permitiam que o coche se movesse para cima e para baixo, absorvendo os choques e as vibrações da estrada o que melhorou significativamente o conforto dos passageiros das carruagens e coches, tornando as viagens mais suaves e menos desconfortáveis.

### Invenções Náuticas
Durante a sua estadia na Hungria, testou um invento para aplicar remos a navios de grande porte. Nos seus escritos da prisão, menciona também um "artefacto por modo de Navio" concebido para o transporte eficiente de madeira do Pinhal de Leiria para Lisboa.

### A Teoria das Marés de Bento de Moura Portugal e Theodoro de Almeida
Contemporâneos, os três Cavaleiros e companheiros da Royal Society de Londres Jacob de Castro Sarmento, Theodoro de Almeida e Bento de Moura Portugal além das diferenças com o governo vigente, partilhavam o interesse pela ciência efilosofia natural. Pelo menos aquando em Londres, Bento de Moura Portugal e o Dr. Jacob de Castro Sarmento contactavam com regularidade, já com o autor de "Diálogo sobre a Filosofia Natural" teve uma relação de relativa proximidade e que lhes permitiu uma vasta troca de ideias e onde exploravam muitas das suas teorias.
Uma das teorias exploradas por Bento de Moura Portugal e pelo padre Theodoro de Almeida é a Teoria das Marés e que só um século depois se constatou ter sido calculada com reduzida margem de erro pelo engenheiro português, não fosse um pequeno erro de calculo. Esta teoria foi partilhada por carta com a Royal Society pelo Engenheiro Bento de Moura Portugal ainda o século XVIII não ia a meio, nesse primeiro momento foi considerada uma fraude cientifica pela Academia de Londres, que durante demasiadas décadas defendeu cegamente, e por vezes de forma até exagerada, as teorias do seu antigo Presidente Sir Isac Newton PRS, manifestando sem pudor alguma relutância em corrigir inverdades cientificas quando a sua retificação contrariava a ciência Newtoniana ou os seus princípios teóricos. Uma cópia da missiva enviado pelo engenheiro foi descoberta quase que por acidente numa universidade portuguesa, e só viu acusada a sua recepção e atestada a sua veracidade e valor cientifico após pedido de confirmação de recepção junto da Academia, por essa altura já os três Cavaleiros tinham morrido há mais um século, com uma vida repleta de perseguições, intriga politica e onde viram muita da sua investigação "esquecida" ou roubada pelas políticas do Secretário de Estado dos Negócios Interiores do Reino, o Conde de Oeiras.
Foi o amigo Dr. Jacob de Castro Sarmento membro do Real Collegio dos Médicos de Londres, da Royal Society e um dos primeiros impulsionadores das teorias de Newton quem fomentou a teoria dos outros dois cavaleiros portugueses. Em 1737 o médico português publica "Theorica Verdadeira Das Marés, Conforme à Philosophia do incomparável cavalhero Isaac Newton" onde aborda as teorias e cálculos de Bento e do ainda jovem celibatário Theodoro, contribuindo para que os os seus modelos não sejam esquecidos mas também para que o Engenheiro dos inventos partilhe esta descoberta com Sociedade Real pouco tempo depois da publicação do referido livro que havia sido ilustrado com vários modelos teóricos de renomados cientistas da época e que hoje são considerados parte fundamental na história da Filosofia Natural, tal como Desaguliers mas também do padre Theodoro de Almeida e do Engenheiro Bento de Moura Portugal.

## Processos e prisão
Bento de Moura Portugal FRS, conhecido como o "Newton de Portugal" devido às suas notáveis contribuições científicas, enfrentou uma vida repleta de processos e desafios que culminaram na sua prisão. O legado do cientista e a sua resiliência em meio dessas adversidades merecem ser partilhados.

### Primeiro processo (1745-1748)
O primeiro processo enfrentado por Bento de Moura Portugal FRS ocorreu em 1745 e estendeu-se até 1748. Ele foi acusado de defender proposições heréticas e escandalosas, relacionadas com a religião e a Igreja Católica. O processo foi conduzido pela Inquisição de Lisboa, que investigou as suas declarações críticas e jocosas sobre a religião, bem como as suas opiniões controversas.
As acusações contra Bento eram fundamentadas tanto nas partilhas ideológicas com Bartolomeu de Gusmão como nas declarações que fizera sobre milagres e relíquias religiosas. Entre essas observações, Bento expressou ceticismo em relação a eventos considerados sagrados, como o corpo de Santa Catarina de Bolonha e a língua incorrupta de Santo António de Pádua, chegando a afirmar que o corpo da Santa se assemelhava a um esqueleto mirrado e que a língua de Santo António parecia mais um pedaço de pão preto do que algo digno de devoção. Ele também usou linguagem jocosa para criticar a Igreja e as suas tradições, colocando em dúvida a validade de milagres e passagens bíblicas.
Bento questionou, por exemplo, por que os demónios não poderiam interferir nos corpos humanos, argumentando que estavam ocupados com os seus próprios tormentos no inferno. Além disso, ele levantou questões sobre a narrativa dos milagres, como o nascimento de Cristo e a entrega das leis a Moisés, usando o seu senso de humor e a sua atitude espirituosa.
O inquérito que se seguiu durou quase três anos, com testemunhas sendo ouvidas em diferentes localidades, onde Bento havia passado tempo. As testemunhas repetiram as "proposições" feitas por Bento e destacaram o seu estilo irreverente e crítico em relação à religião. O inquérito levou o Tribunal da Inquisição a solicitar uma pena de prisão para Bento de Moura Portugal, baseando-se em parte na sua amizade com Alexandre de Gusmão, que era visto como a "origem principal dos escândalos que perturbavam o reino". No entanto, neste processo Bento evitou uma sentença mais dura. Livrou-se com uma retratação por escrito, na qual pedia perdão por qualquer ofensa e afirmava que suas palavras haviam sido mal interpretadas, comprometendo-se a não mais discutir tais assuntos.
Este primeiro julgamento lançou uma sombra sobre a reputação de Bento, mas não o impediu de seguir a sua paixão pela ciência e inovação. Posteriormente, ele continuou a contribuir com importantes invenções e melhorias para o Reino, muitas registadas nos 28 cadernos de papel pardo compartilhados com a ajuda do jesuíta João de Matos quando mais tarde estava encarcerado na prisão da Junqueira. Essas invenções demonstraram que, apesar das controvérsias, Bento de Moura Portugal permaneceu dedicado à busca do conhecimento e do progresso.

### Segundo processo e prisão (1760-1766)
Em 1760, Bento de Moura Portugal foi convocado pelo Juízo da Inconfidência, enfrentando um segundo processo. Desta vez, as acusações estavam relacionadas com a sua defesa dos Távora e dos jesuítas, bem como as suas opiniões críticas sobre o governo de D. José I. Bento era uma figura de prestígio e influência junto à família real, mas isso não o protegeu das intrigas políticas do período. O Marquês de Pombal, que desempenhava um papel proeminente na política portuguesa, estava entre os seus oponentes. Este processo demonstrou a vulnerabilidade de Bento perante os poderes políticos da época.
O segundo processo e subsequente prisão de Bento de Moura Portugal lançaram uma sombra duradoura sobre a vida deste eminente cientista e inventor do século XVIII em Portugal. A segunda acusação, ocorrida em 1760, surgiu no contexto de uma época conturbada em Portugal, sob o governo do Marquês de Pombal, e levou a graves consequências para Bento.
Neste segundo processo, Bento foi convocado pelo Juízo da Inconfidência, acusado de uma série de ofensas que despertaram a ira do poderoso primeiro-ministro, incluindo a defesa da inocência dos Távora e dos jesuítas, críticas abertas ao governo de D. José I e a proposta de emendas à legislação que segundo ele prejudicavam a fazenda real. Pombal não escondia o seu desagrado em relação a Bento, apesar do prestígio que este desfrutava entre a família real. Bento de Moura Portugal foi então encarcerado em julho de 1760 no Forte da Junqueira, uma prisão que havia sido reconvertida e que, no ano anterior, abrira para acomodar jesuítas e nobres que haviam sido acusados de conspirar contra o rei. A prisão marcou o fim da liberdade e da influência de Bento na sociedade. Ai permaneceu até à sua morte em 1766, privado da sua liberdade, mas não da sua mente criativa.
Na prisão, Bento de Moura Portugal continuou a trabalhar nas suas inovações e ideias científicas. Com a ajuda do jesuíta João de Matos, seu companheiro de cela e amanuense improvisado, ele documentou as suas invenções em 28 cadernos em papel pardo que dão origem à obra  Inventos e vários planos de melhoramento para este Reino, usando um osso de galinha e tinta de ferrugem para os escrever. Estas anotações servem como um testemunho notável da sua dedicação à ciência, mesmo nas condições mais desafiadoras.
A prisão afastou Bento da sociedade mas não conseguiu silenciar a mente inventiva do engenheiro. As suas inovações e contribuições científicas, algumas das quais descrevem soluções para questões agrícolas e mecânicas, deixaram um legado duradouro que demonstra a sua resiliência e paixão pela ciência em face da adversidade. A sua vida é um exemplo vívido da determinação de um génio esquecido de Portugal que continuou a brilhar mesmo nas horas mais sombrias.

## Conclusão
O Engenheiro Bento de Moura Portugal FRS, nascido a 21 de Março de 1702 na Beira Alta, foi uma mente brilhante do seu tempo, que dedicou parte do seu conhecimento e vida ao Reino e que ficou mais conhecido por ter desenvolvido a maquina a vapor percursora da locomotiva, baseada na "maquina de incêndio" de Thomas Savery.
Viajou pela Europa e em Inglaterra aprendeu filosofia newtoniana com alguns dos mais notáveis discípulos de Newton o que contribui para que fosse eleito Membro da Royal Society de Londres (FRS). Cá era professor da Universidade de Coimbra, advogado e um aristocrata, Cavaleiro Professo da Ordem de Cristo que foi elevado a fidalgo por D. João V. Regressar a Portugal revela-se uma decisão trágica e que o conduz a um fim de vida dramático. Já preso na Junqueira escreve cartas ao Rei D. José a dar-lhe conselhos e ainda a obra Inventos e vários planos de melhoramento para este Reino, manuscritos salvos graças ao Conde de S. Lourenço e editados mais tarde por Antônio Ribeiro Saraiva. Morreu a 27 de Janeiro de 1766, apenas 6 anos depois de ser preso. Algumas fontes dão como data da sua morte 1776.

Antes de cair em desgraça o notável cientista foi dos homens a quem Pombal confiou e outorgou a regência de alguns cursos na Faculdade de Filosofia Natural na Universidade de Coimbra profundamente reformada. O seu labor foi também reconhecido no estrangeiro, o cientista alemão Osterrieder refere: 
"(...)depois do grande Newton em Inglaterra, só Bento de Moura em Portugal!"
Alberto Teles de Utra Machado e Rómulo de Carvalho são alguns dos grandes intelectuais que escrevem sobre a sua vida e obra. Teodoro de Almeida pretendeu fazer a justiça de não o deixar cair no esquecimento coletivo e expressou de um modo bem vincado a admiração que tinha pela sua pessoa e pelas suas qualidades ímpares de intelectual notável. Este reconhecimento público passou à posteridade quando descreveu o modelo teórico inovador que concebeu para explicar o fenómeno das marés, nas Cartas Físico Mathematicas, mais propriamente na carta intitulada "Sobre huma máquina para provar a causa das marés", segundo a doutrina do grande Bento de Moura, ficou bem expressa a homenagem pessoal de Teodoro de Almeida ao seu mérito, bem como uma crítica implícita à conduta despótica e desumana dos responsáveis do seu infortúnio.
"Na sua minúscula cela nos cárceres da Junqueira, onde também padeceram os Távoras, Moura Portugal ainda conseguiu papel, pena e tinta improvisados (o papel era pardo e untado, a pena um osso de galinha e a tinta um preparado de ferrugem) para escrever secretamente algumas notas que haveriam de sair postumamente, 61 anos mais tarde, num livro intitulado “Inventos e vários planos de melhoramento para este Reino”. Que o melhoramento do Reino foi difícil, devido entre outras causas à falta de cientistas e de outros livres pensadores, é mostrado pelo facto de, ao longo dos séculos XIX e XX, só ter sido acrescentado mais um nome português ao livro de fellows da Royal Society!",
Carlos Fiolhais
Mais recentemente escrevem sobre o cientista a professora Donzília Alves Pinto, na sua Dissertação de Mestrado Vida e obra de Bento de Moura Portugal apresentada em 1993 à Universidade de Lisboa,  e o Professor Carlos Fiolhais, também ele cientista e professor jubilado da Universidade de Coimbra, que muito contribui para que o físico não seja esquecido e que não raras vezes destaca tanto a obra deixada, como o trabalho feito pelo Newton português.

#### Uma Figura no Registo Historiográfico
Ao longo dos séculos, a figura de Bento de Moura Portugal foi sendo gradualmente resgatada do esquecimento, num processo que pode ser dividido em várias fases.
No século XIX, as primeiras biografias começaram a circular em publicações periódicas. O artigo publicado na revista O Panorama em 1842 é um exemplo notável, reconstruindo a sua "honrada e triste" história e apresentando-o como um homem virtuoso em luta contra a adversidade. Estes textos foram cruciais para restabelecer os factos básicos da sua vida e obra para um público mais vasto.
No século XX, a sua figura passou a ser objeto de estudo de historiadores da ciência, como Rómulo de Carvalho e o Professor Carlos Fiolhais. Em obras como Portugal nas 'Philosophical Transactions', Carvalho analisou de forma sistemática as suas contribuições, inserindo-o firmemente na história da ciência portuguesa e europeia e movendo a análise para além da simples biografia trágica.
No século XXI, o seu legado está plenamente integrado no cânone académico. É tema de teses de doutoramento e de mestrado e figura em dicionários de história da ciência online, como o Dicionário de História de Cientistas, Engenheiros e Médicos em Portugal (CIUHCT) ou na obra Membros Portugueses da Royal Society do Professor Carlos Fiolhais, já o seu processo da Inquisição e outros documentos, graças e honras estão disponíveis em arquivos digitais. A sua memória e homenagem pública, ainda que singela, também se manifesta em topónimos, com ruas e pracetas que levam o seu nome e uma estátua na sua terra natal.
Internacionalmente, o seu nome continua a ser consistentemente mencionado em história e artigos da máquina a vapor em língua inglesa. É reconhecido como uma figura importante no desenvolvimento do motor de Savery, ao lado de gigantes como Newcomen e Watt, o que confirma o seu lugar indispensável na narrativa global da Revolução Industrial.

#### Reavaliando o Legado de Bento de Moura Portugal
A trajetória de Bento de Moura Portugal é um microcosmo das contradições do seu tempo. A sua ascensão foi impulsionada por uma política de Estado que o transformou num estrangeirado, um agente de modernização cuja genialidade foi posta ao serviço das necessidades práticas da Coroa. As suas invenções, desde a máquina a vapor autossuficiente até aos sistemas de suspensão e aos projetos hidráulicos, demonstram um intelecto pragmático e visionário. No entanto, a sua história revela uma verdade crucial sobre o progresso tecnológico: a invenção, por si só, não garante a inovação. O hiato de mais de 80 anos entre a sua demonstração da máquina a vapor e a sua aplicação industrial em Portugal evidencia que a ausência de condições socioeconómicas e de estabilidade política pode esterilizar o génio individual. A sua queda, por sua vez, foi um processo em duas fases que espelha a transferência de poder no Portugal setecentista. Primeiro, sobreviveu a uma perseguição ideológica por parte da Inquisição, protegido pelo seu valor para o rei. Depois, foi aniquilado por uma perseguição política movida pelo estado pombalino, para o qual a sua dissidência política era um crime mais grave do que qualquer heresia religiosa.
É, por isso, necessário ir além da narrativa simplista do "génio esquecido". Embora seja inegavelmente um génio cuja memória foi suprimida, esta etiqueta pode obscurecer as complexas forças históricas em jogo. Ele não foi apenas uma vítima passiva; foi um ator fundamental no perigoso palco da política aristocrática da corte, um homem cuja lealdade à antiga ordem e à família lhe custou a liberdade e a vida. O seu legado final é, portanto, duplo, por um lado, deixou contribuições científicas e técnicas tangíveis, especialmente o seu motor autossuficiente, que lhe garantiram um lugar permanente, e ainda que quase esquecido, na grande história da Revolução Industrial. Por outro lado, e de forma mais vincada, a sua vida transformou-se numa poderosa e trágica lição sobre a fragilidade do progresso intelectual perante o poder absoluto. É esta dualidade que faz de Bento de Moura Portugal uma figura central e indispensável não só da sua época, mas também na compreensão do caráter único, das promessas e das contradições do Iluminismo em Portugal, onde nomes como Alexandre de Gusmão e o  Dr. Jacob de Castro Sarmento, apesar de com fins menos trágicos também não foram inócuos à perseguição do regime.

## Relações e Família
Bento de Moura Portugal FRS pertencia à velha aristocracia portuguesa. É neto de D. Pedro Castanheda de Moura um nobre e Cavaleiro Professo da Ordem de Cristo, que foi bisneto do Comendador da Ordem de Cristo D. Jerónimo de Baticela e de D. Inês Afonso de Moura, da poderosa Casa de Sinde. Com origem nos Moura e Távora de Castelo Rodrigo, comumente associados a Cristóvão de Moura, o Marquês de Castelo Rodrigo e que foi vice-rei de Portugal durante o domínio filipino. Tem também ligações à Casa do Vimioso, descende de D. Cristóvão de Portugal nobre português, neto por bastardia do Conde do Vimioso e 1° Marquês de Aguiar, que durante a Guerra da Restauração esteve do lado oposto ao outro Cristóvão e a quem deve o nome, por sua avó ser filha do Marquês. Bento não deixa descendência conhecida e designa os seus sobrinhos herdeiros . O seu pai é o Capitão-Mor da Vila de Gouveia D. Manuel de Moura Coutinho, Fidalgo Cavaleiro da Casa Real, militar e Cavaleiro Professo da Ordem de Cristo, que "herda" as Ordenanças do sogro, ainda como que rejeito de uma época pós feudal. Manuel de Moura Coutinho tem pelo menos mais dois filhos, entre eles Maria de Moura Portugal, e a quem Bento torna os filhos herdeiros.

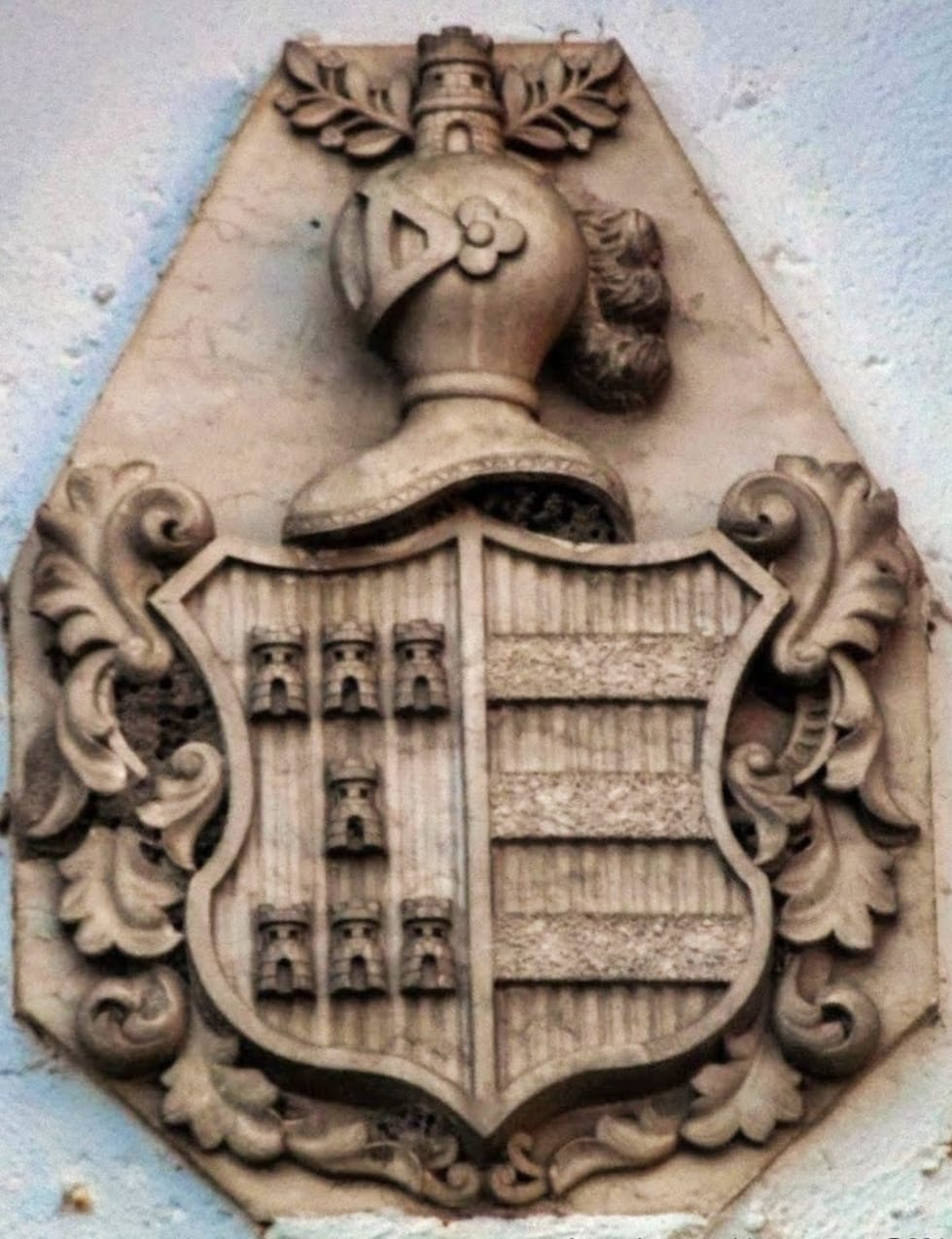
Armas do Solar de Thomaz de Moura Portugal, Rio Torto (Gouveia)

 Maria de Moura Portugal é mãe do Capitão Mor da Beira Manuel Félix de Moura Portugal, Capitão Mor nas Ordenanças da Vila de Gouveia, e que no século XVIII foi Militar, Fidalgo Cavaleiro da Casa Real, e que como seus avôs e bisavôs foi Cavaleiro Professo da Ordem de Cristo, é assim avó do Doutor Juiz José Caetano de Moura Portugal, Ouvidor em Santa Maria da Feira e do Senhor Thomaz de Moura Portugal, que a par com o seu pai e os seus quatro bisavôs, foi Fidalgo Cavaleiro da Casa Real e Cavaleiro Professo da Ordem de Cristo, já no século XIX. Foi também dono do Solar dos Moura Portugal em Rio Torto e administrador do vínculo de Moimenta e do vínculo da Capela de Teixoso.
É assim, tio-bisavô das Moura Portugal de Rio Torto, mulheres letrados e esclarecidas do seu tempo, que fundam a primeira escola feminina da região, conforme refere Fina D'Armada na sua obra "Republicanas quase esquecidas" e é tio-avoengo da aviadora Ester de Moura Portugal e da bióloga Maria Margarida Moura Portugal Craveiro Lopes, deputada à VI, VII e VIII legislatura da  Assembleia Nacional e das primeiras mulheres deputadas na Assembleia da República portuguesa, em pleno regime fascista e que apesar da formação, até então era doméstica, conforme consta no seu registo da Assembleia da Republica.
Bento FRS descende de ilustres deste reino que bastante preza e que contribuem fortemente para lhe garantir acesso à corte e ao mecenato real, culminando na sua nomeação como Cavaleiro da Ordem de Cristo, a 12 de agosto de 1744, e Cavaleiro da Casa Real, a 24 de março de 1750. A sua sede por conhecimento moderno e a sua origem aristocrática leva-o para além dum currículo universitário. Durante a sua juventude, mantem um contacto próximo com Martinho de Mendonça de Pina e Proença, outra figura central entre os estrangeirados portugueses. Mendonça empresta-lhe livros do filósofo alemão Christian Wolff e ajuda-o a decifrar ideias complexas, demonstrando a sua imersão precoce no pensamento do Iluminismo europeu, muito antes das suas viagens oficiais. Esta dualidade — uma credencial académica tradicional e uma paixão pelas novas ciências experimentais que define a sua carreira.
Como membro da velha nobreza aristocrática e cientista de renome, Bento de Moura Portugal navega em dois mundos interligados: a alta aristocracia e a comunidade científica internacional. A sua rede de contatos é fundamental tanto para o financiamento dos seus projetos como para a validação das suas descobertas. Em Portugal, o seu principal patrono é o próprio Rei D. João V, que demonstra interesse pessoal pelas suas invenções, nomeadamente pela sua máquina a vapor, mas a sua rede de apoio mais próxima provem da família, indo além do económico e onde conta entre outros, com um apoio patronal e entusiasta do seu ainda primo D. Pedro José de Alcântara de Meneses Coutinho, o poderoso Marquês de Marialva, e cujo círculo privado frequenta juntamente com D. Joaquim Francisco de Sá Almeida e Meneses, o 2º Marquês de Abrantes e D. José Maria de Assis Mascarenhas, o 4ª Conde de Óbidos, relatos permitem concluir que é neste circulo que várias vezes partilha e discute os seus projetos mais ambiciosos.
As sua ligações familiares próximas, providas de contacto frequente põe-no na elite portuguesa de século XVIII, nomeadamente com D. Pedro Miguel de Almeida Portugal e Vasconcelos, 3º Conde de Assumar que de entre outros feitos, foi orador da famosa frase "Sepultar os mortos, cuidar dos vivos e fechar os portos", ou com D. Jerónimo de Ataíde, 11.º Conde de Atouguia e o genro D. José Maria de Assis Mascarenhas, 4ª Conde de Óbidos, ou de D. José de Mascarenhas e Lencastre, Duque de Aveiro, e até com D. Manuel Carlos da Cunha e Távora, Conde de São Vicente, foi este parentesco com a Casa dos Távora e a Casa Ducal de Aveiro, cujos mesmos ambientes frequenta que o tornam, após o malfadado Processo dos Távora, um alvo do regime pombalino, levando à sua prisão e consequente morte. As suas relações familiares, às quais se manteve sempre fiel, colocam-no no mais alto nível da aristocracia portuguesa, contribuindo de forma veemente para que o seu génio e bom caráter sejam hoje conhecidos, mas são esses mesmo parentescos endogâmicos e a sua fidelidade familiar que o arrastam para o seu infortúnio.
Neste círculo da nobreza aristocrática interessada pelas novas ideias, Bento de Moura Portugal é par de outras figuras proeminentes do Iluminismo ofuscado do regime, como D. João de Almeida Portugal, 2.º Marquês de Alorna, um notável militar e intelectual, de quem é colega no cárcere, ou Alexandre de Gusmão, amigo próximo e cuja reputação controversa é  usada pela Inquisição para associar Bento de Moura Portugal a "escândalos" e "hereges", tornando esta amizade num passivo político usado pelos seus delatores, como por exemplo o Frei Francisco Maria de Jesus Sarmento que o denuncia formalmente à Inquisição, detalhando as suas "proposições malsoantes" sobre milagres e relíquias.
A nível internacional, o seu prestígio é indiscutível e reforçado com a sua eleição como membro da Royal Society de Londres em 1744. A sua carta de admissão é apadrinhada por outros membros, como John Theophilus Desaguliers e o médico dissidente radicado em Londres, Jacob de Castro Sarmento, de quem fica próximo durante a sua estadia em Londres e com quem mantem contato regular ao longo da vida. O seu trabalho é reconhecido e elogiado por figuras de topo, como o influente engenheiro John Smeaton, que analisa e louva as suas melhorias na máquina a vapor nas Philosophical Transactions da Sociedade. A correspondência oficial é mantida principalmente com o presidente da Sociedade, Martin Folkes, e é provável que, como exímio construtor e inventor, mantivesse contacto ou trocasse conhecimento mútuo com outros inventores de precisão da sociedade, como parece ser o o caso de John Ellicott.
A família Moura Portugal é uma família aristocrática portuguesa, pertencente à "velha" nobreza da Beira Alta, com génese feudal e fortemente associada ao latifúndio, descende dos de Abreu e dos Freire de Andrade de São Gião, tendo entre outros, origens nos Moura e Távora de Castelo Rodrigo e no nobre Brás Garcia Mascarenhas, um fidalgo, militar e poeta português do século XVII.
Descendem assim do Infante Dom João de Portugal, Duque de Valência de Campos e dos da Cunha por via de Roque Fernandes (Abreu de Eça de Portugal), neto dos Senhores de Tábua, que de seu pai herdou os Senhorios da Quinta de Nespereira e da Quinta de Lusinde, e que foi Senhor do vínculo de Moimenta e Senhor do vínculo de Teixoso. Roque Fernandes, "O Pequeno" é neto dos Senhores de Tábua e bisneto por varonia de D. Beatriz de Eça, Senhora Abadessa do Real Mosteiro de Santa Maria de Celas e de D. João da Anunciação (Gomes de Abreu), Bispo de Viseu. Já no século XIX, tornam-se administradores do Morgado do Chorido em Gouveia, vínculo dos Garcia Mascarenhas e que foi instituído no verão de 1737 pelo casamento dos primos João do Amaral Cardoso Garcia (Mascarenhas) Castelo-Branco e Maria Josefa de Espirito Santo Abranches Mascarenhas..
As primeiras referências a esta familia remontam ao século XVII, anteriores ainda à sua fixação no Solar de São Gião, que acontece já com a Capela da Senhora da Criação erguida, e onde crescem os irmãos naturais de Bento de Moura Portugal FRS.